# SAIC-GM

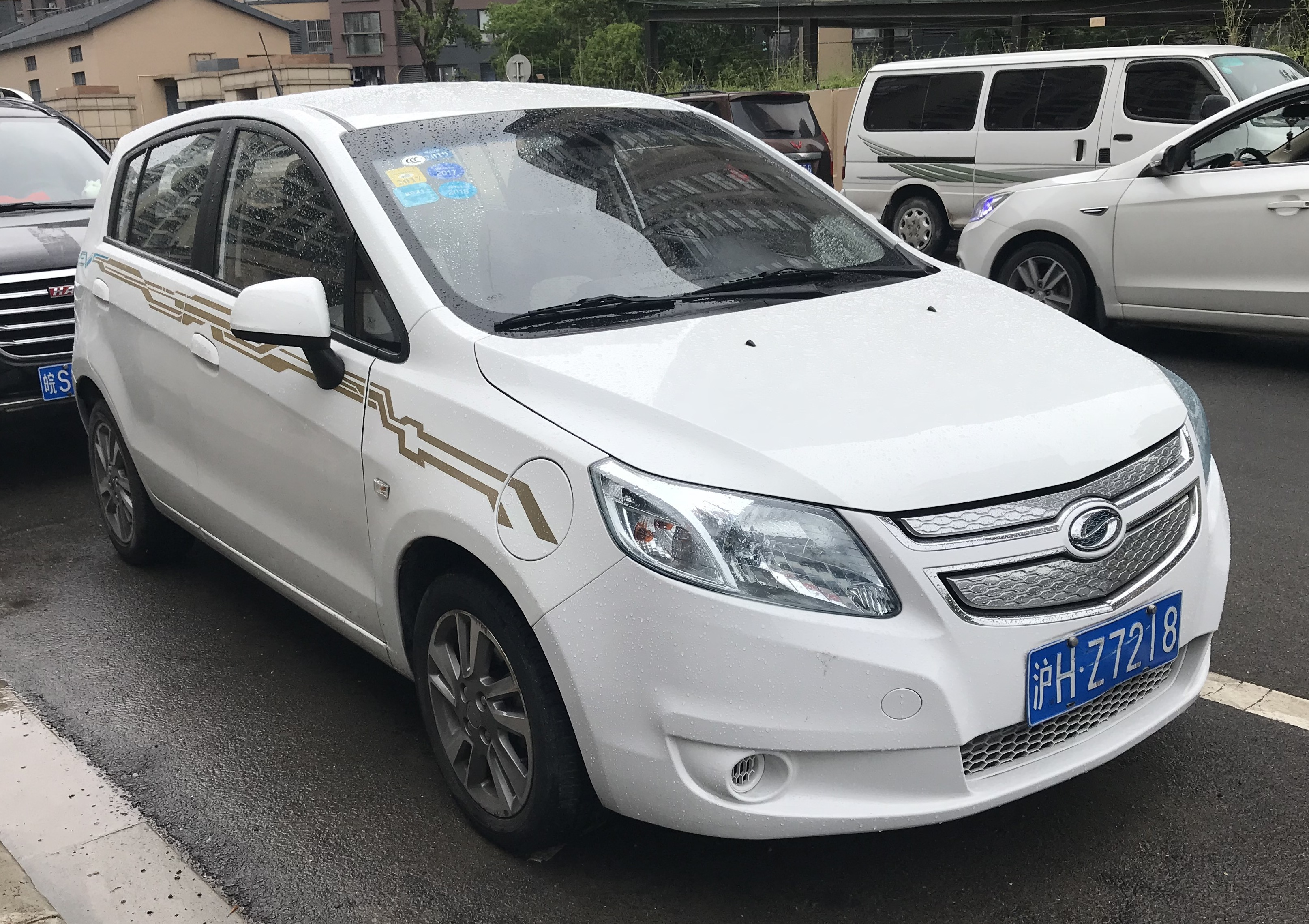
Springo EV

SAIC-GM (chiń. upr. 上汽通用) – chińsko-amerykańska spółka typu joint venture, założona w 1997 roku w Szanghaju przez chińską spółkę SAIC Motor i amerykańskie General Motors.

## Historia
Shanghai GM (obecnie SAIC-GM) to jedna z trzech spółek (obok SAIC-GM-Wuling Automobile oraz zlikwidowanej Jinbei GM) założonych przez General Motors, produkujących samochody na rynek chiński. Spółka w pierwszej dekadzie działalności wykazała się stabilną pozycją na rynku chińskim, w znacznie lżejszym stopniu przechodząc kryzys motoryzacyjny z 2009 roku.
Między 2002 a 2005 rokiem, pomimo oznaczeń marki Buick, w Chinach Shanghai-GM sprzedawało lokalną odmianę Opla Combo jako Shanghai Auto Saibao. Spółka ma epizod produkcji pojazdu, który nie nosił żadnego ze znaczków marek GM oferowanych w Chinach – był to opracowany na bazie Chevroleta Saila elektryczny hatchback Springo EV, który powstał w ograniczonej puli sztuk w 2013 roku.
W kolejnych połowie drugiej dekady XXI wieku SAIC-GM przeszło do intensywnej rozbudowy portfolio podległych mu marek Buick, Cadillac i Chevrolet, stawiając duży nacisk na produkty opracowane specjalnie z myślą o lokalnym rynku. W maju 2015 General Motors zapoczątkowało stosowaną na masową skalę politykę eksportu produktów pierwotnie opracowanych na potrzeby rynku chińskiego, za cel obierając głównie Amerykę Łacińską i Azję Wschodnią przy okazji drugiej generacji modelu Sail.

## Modele samochodów

### Historyczne
- Shanghai Auto Saibao (2002–2005)
- Springo EV (2013)